# Europees kampioenschap voetbal vrouwen onder 17 - 2015
Het Europees kampioenschap voetbal vrouwen onder 17 van 2015 was de 8ste editie van het Europees kampioenschap voetbal vrouwen onder 17. Het jaarlijkse voetbaltoernooi wordt georganiseerd door de UEFA voor alle Europese nationale vrouwenploegen onder 17 jaar. IJsland, dat werd verkozen door de UEFA op 20 maart 2012, organiseerde het toernooi.
In totaal namen 8 landen deel aan het toernooi waarvan de speelgerechtigde spelers zijn geboren op of na 1 januari 1998. Elke wedstrijd duurde 80 minuten, verdeeld over twee helften van 40 minuten, met een pauze van 15 minuten.

## Kwalificaties

Gekwalificeerde landen

44 Europese nationale ploegen begonnen aan de competitie, inclusief IJsland dat zich rechtstreeks plaatste als gastland. De andere 43 ploegen streden tijdens de kwalificaties voor de resterende 7 plaatsen op het toernooi.
De kwalificaties bestonden uit twee rondes: 
- Kwalificatieronde (herfst 2014)
- Elite ronde (lente 2015)

### Gekwalificeerde landen
| # | Land        | Gekwalificeerd als |
| - | ----------- | ------------------ |
| 1 | IJsland     | Gastland           |
| 2 | Zwitserland | Winnaar groep 1    |
| 3 | Engeland    | Winnaar groep 2    |
| 4 | Duitsland   | Winnaar groep 3    |
| 5 | Spanje      | Winnaar groep 4    |
| 6 | Noorwegen   | Winnaar groep 5    |
| 7 | Frankrijk   | Winnaar groep 6    |
| 8 | Ierland     | Beste tweede       |

## Loting
De loting voor het eindtoernooi in IJsland vond plaats op 29 april 2015 in Reykjavik. De deelnemers werden verdeeld in 2 groepen van 4 ploegen. Het principe van reekshoofden geldt niet voor dit toernooi. Alleen gastland IJsland werd automatisch toegekend aan plaats A1.

## Groepsfase
De top 2 van elke groep plaatste zich voor de halve finales.

### Groep A
| Ploeg     | Pnt | AW | G | D | V | DV | DT | DS |
| --------- | --- | -- | - | - | - | -- | -- | -- |
| Spanje    | 7   | 3  | 2 | 1 | 0 | 7  | 1  | +6 |
| Duitsland | 6   | 3  | 2 | 0 | 1 | 10 | 4  | +6 |
| Engeland  | 4   | 3  | 1 | 1 | 1 | 4  | 7  | -3 |
| IJsland   | 0   | 3  | 0 | 0 | 3 | 1  | 10 | -9 |

|                    |           |         |            |                                                                                |
| 22 juni 2015 13:00 | Engeland  | 1-1     | Spanje     | Grindavíkurvöllur, Grindavík Toeschouwers: 271 Scheidsrechter: Ivana Martinčić |
| 22 juni 2015 13:00 | Cross 51' | Verslag | García 54' | Grindavíkurvöllur, Grindavík Toeschouwers: 271 Scheidsrechter: Ivana Martinčić |

|                    |         |         |                                                     |                                                                                   |
| 22 juni 2015 19:00 | IJsland | 0-5     | Duitsland                                           | Grindavíkurvöllur, Grindavík Toeschouwers: 707 Scheidsrechter: Barbara Bollenberg |
| 22 juni 2015 19:00 |         | Verslag | Krug 5' Sanders 35', 43' Dallmann 70' Orschmann 73' | Grindavíkurvöllur, Grindavík Toeschouwers: 707 Scheidsrechter: Barbara Bollenberg |

|                    |           |         |                                   |                                                                         |
| 25 juni 2015 13:00 | Duitsland | 0-4     | Spanje                            | Akranesvöllur, Akranes Toeschouwers: 372 Scheidsrechter: Vivian Peeters |
| 25 juni 2015 13:00 |           | Verslag | García 9', 21', 36' Bonmati 80+4' | Akranesvöllur, Akranes Toeschouwers: 372 Scheidsrechter: Vivian Peeters |

|                    |                |         |                                   |                                                                           |
| 25 juni 2015 19:00 | IJsland        | 1-3     | Engeland                          | Akranesvöllur, Akranes Toeschouwers: 713 Scheidsrechter: Ivana Projkovska |
| 25 juni 2015 19:00 | Pálsdóttir 66' | Verslag | Plumptre 28' Devlin 44' Allen 78' | Akranesvöllur, Akranes Toeschouwers: 713 Scheidsrechter: Ivana Projkovska |

|                    |                         |         |         |                                                                              |
| 28 juni 2015 19:00 | Spanje                  | 2-0     | IJsland | Kópavogsvöllur, Kópavogur Toeschouwers: 415 Scheidsrechter: Ivana Projkovska |
| 28 juni 2015 19:00 | Guijarro 17' Sierra 63' | Verslag |         | Kópavogsvöllur, Kópavogur Toeschouwers: 415 Scheidsrechter: Ivana Projkovska |

|                    |                                        |         |          |                                                                              |
| 28 juni 2015 19:00 | Duitsland                              | 5-0     | Engeland | Fylkisvöllur, Reykjavik Toeschouwers: 243 Scheidsrechter: Barbara Bollenberg |
| 28 juni 2015 19:00 | Pawollek 2' Sanders 37', 46', 72', 80' | Verslag |          | Fylkisvöllur, Reykjavik Toeschouwers: 243 Scheidsrechter: Barbara Bollenberg |

### Groep B
| Ploeg       | Pnt | AW | G | G | V | DV | DT | DS |
| ----------- | --- | -- | - | - | - | -- | -- | -- |
| Zwitserland | 7   | 3  | 2 | 1 | 0 | 5  | 3  | +2 |
| Frankrijk   | 6   | 3  | 2 | 0 | 1 | 4  | 2  | +2 |
| Noorwegen   | 4   | 3  | 1 | 1 | 1 | 4  | 4  | 0  |
| Ierland     | 0   | 3  | 0 | 0 | 3 | 0  | 4  | -4 |

|                    |         |         |             |                                                                            |
| 22 juni 2015 13:00 | Ierland | 0-1     | Frankrijk   | Kópavogsvöllur, Kópavogur Toeschouwers: 227 Scheidsrechter: Vivian Peeters |
| 22 juni 2015 13:00 |         | Verslag | Laurent 65' | Kópavogsvöllur, Kópavogur Toeschouwers: 227 Scheidsrechter: Vivian Peeters |

|                    |                         |         |                             |                                                                            |
| 22 juni 2015 19:00 | Zwitserland             | 2-2     | Noorwegen                   | Kópavogsvöllur, Kópavogur Toeschouwers: 240 Scheidsrechter: Viola Raudziņa |
| 22 juni 2015 19:00 | Reuteler 36' Jenzer 48' | Verslag | Kvernvolden 10' Wilmann 51' | Kópavogsvöllur, Kópavogur Toeschouwers: 240 Scheidsrechter: Viola Raudziņa |

|                    |         |         |             |                                                                                 |
| 25 juni 2015 13:00 | Ierland | 0-1     | Zwitserland | Vikingsvöllur, Reykjavik Toeschouwers: 317 Scheidsrechter: Graziella Pirriatore |
| 25 juni 2015 13:00 |         | Verslag | Lehmann 55' | Vikingsvöllur, Reykjavik Toeschouwers: 317 Scheidsrechter: Graziella Pirriatore |

|                    |                        |         |           |                                                                            |
| 25 juni 2015 19:00 | Frankrijk              | 2-0     | Noorwegen | Vikingsvöllur, Reykjavik Toeschouwers: 283 Scheidsrechter: Ivana Martinčić |
| 25 juni 2015 19:00 | Katoto 20' Fercocq 36' | Verslag |           | Vikingsvöllur, Reykjavik Toeschouwers: 283 Scheidsrechter: Ivana Martinčić |

|                    |                           |         |         |                                                                            |
| 28 juni 2015 13:00 | Noorwegen                 | 2-0     | Ierland | Kópavogsvöllur, Kópavogur Toeschouwers: 205 Scheidsrechter: Viola Raudziņa |
| 28 juni 2015 13:00 | Norem 19' Kvernvolden 40' | Verslag |         | Kópavogsvöllur, Kópavogur Toeschouwers: 205 Scheidsrechter: Viola Raudziņa |

|                    |               |         |                             |                                                                                |
| 28 juni 2015 13:00 | Frankrijk     | 1-2     | Zwitserland                 | Fylkisvöllur, Reykjavik Toeschouwers: 233 Scheidsrechter: Graziella Pirriatore |
| 28 juni 2015 13:00 | De Almeida 9' | Verslag | Reuteler 66' Stampfli 80+2' | Fylkisvöllur, Reykjavik Toeschouwers: 233 Scheidsrechter: Graziella Pirriatore |

## Eindronde
|  | Halve finale | Halve finale |   |  | Finale      | Finale |  |
|  |              |              |   |  |             |        |  |
|  | 1 juli 2015  |              |   |  |             |        |  |
|  | Spanje       | 1 (4)        |   |  |             |        |  |
|  | Frankrijk    | 1 (3)        |   |  |             |        |  |
|  |              |              |   |  |             |        |  |
|  |              |              |   |  | 4 juli 2015 |        |  |
|  |              |              |   |  | Spanje      | 5      |  |
|  |              | Zwitserland  | 2 |  |             |        |  |
|  |              |              |   |  |             |        |  |
|  |              |              |   |  |             |        |  |
|  |              |              |   |  |             |        |  |
|  | 1 juli 2015  |              |   |  |             |        |  |
|  | Zwitserland  | 1            |   |  |             |        |  |
|  | Duitsland    | 0            |   |  |             |        |  |

### Halve finales
|                   |                                            |         |                                             |                                                                        |
| 1 juli 2015 13:00 | Spanje                                     | 1-1     | Frankrijk                                   | Valsvöllur, Reykjavik Toeschouwers: 807 Scheidsrechter: Vivian Peeters |
| 1 juli 2015 13:00 | Montilla 79'                               | Verslag | Galera 63'                                  | Valsvöllur, Reykjavik Toeschouwers: 807 Scheidsrechter: Vivian Peeters |
| 1 juli 2015 13:00 | Strafschoppen                              |         |                                             | Valsvöllur, Reykjavik Toeschouwers: 807 Scheidsrechter: Vivian Peeters |
| 1 juli 2015 13:00 | Rodríguez Montilla Bonmati Guijarro García | 4–3     | Lebastard Laplacette Boutaleb Galera Katoto | Valsvöllur, Reykjavik Toeschouwers: 807 Scheidsrechter: Vivian Peeters |

|                   |             |         |           |                                                                         |
| 1 juli 2015 19:00 | Zwitserland | 1-0     | Duitsland | Valsvöllur, Reykjavik Toeschouwers: 579 Scheidsrechter: Ivana Martinčić |
| 1 juli 2015 19:00 | Arfaoui 80' | Verslag |           | Valsvöllur, Reykjavik Toeschouwers: 579 Scheidsrechter: Ivana Martinčić |

### Finale
|                   |                                                                        |         |                          |                                                                            |
| 4 juli 2015 16:00 | Spanje                                                                 | 5-2     | Zwitserland              | Valsvöllur, Reykjavik Toeschouwers: 757 Scheidsrechter: Barbara Bollenberg |
| 4 juli 2015 16:00 | García 6' Felder 13' (e.d.) Mégroz 50' (e.d.) Menayo 64' Navarro 80+2' | Verslag | Reuteler 55' Arfaoui 78' | Valsvöllur, Reykjavik Toeschouwers: 757 Scheidsrechter: Barbara Bollenberg |